# ФК «Динамо» Москва в сезоне 1934
Сезон 1934 года — 12-й в истории футбольного клуба «Динамо» Москва. В нем команда приняла участие в весеннем и осеннем чемпионатах Москвы.

## Общая характеристика выступления команды в сезоне
В этом сезоне команда «Динамо», обладавшая отличным подбором игроков, выступавшим вместе уже довольно длительное время, могла ставить перед собой в первенстве столицы самые высокие задачи.
Однако и практически все оппоненты располагали может быть и не столь яркими составами, но достаточно квалифицированными футболистами, поэтому чемпионаты Москвы в те годы проходили в весьма увлекательной борьбе.
В весеннем первенстве динамовцы, имея на протяжении практически всего турнира на один сыранный матч меньше, оказались в роли догоняющих. Достаточно уверенно обыграв главных своих конкурентов — «Промкооперацию» (3:1), динамовцы потеряли затем три очка в матчах с традиционно уже неудобными соперниками (ЗиС и «Серп и Молот»). Победа над ЦДКА вновь дала шансы на победу, но поражение в предпоследнем матче от одного из аутсайдеров — команды ЗиФ — отбросило команду в итоге на второе место с отставанием в одно очко от «Промкооперации».

Зато в осеннем первенстве динамовцы, после стартовой ничьей с ЦДКА, далее только побеждали (лишь в предпоследнем туре еще раз сыграв вничью с «Промкооперацией») и уверенно заняли в итоге первое место с отрывом в четыре очка от конкурентов.

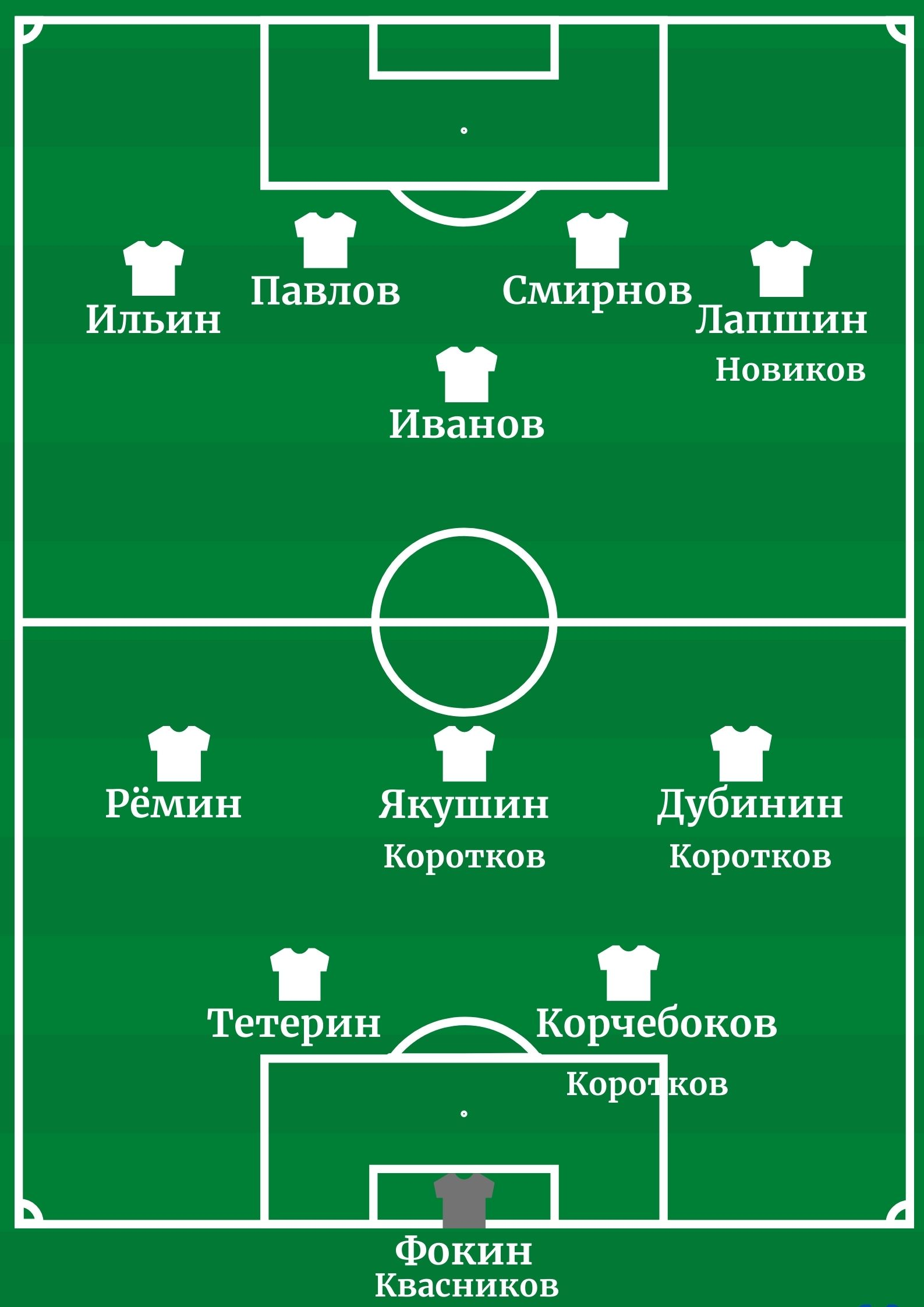

## Команда

### Состав
| Игрок               | Дата рождения    | Сезон в «Динамо» | Бывший клуб            |
| Вратари             | Вратари          | Вратари          | Вратари                |
| ------------------- | ---------------- | ---------------- | ---------------------- |
| Евгений Фокин       | 25 октября 1909  | 5                | КЖД им.Ильича Подольск |
| Александр Квасников | 6 декабря 1912   | 5                | «Динамо» (клубная)     |
| Защитники           |                  |                  |                        |
| Лев Корчебоков      | 11 марта 1907    | 5                | «Динамо» (клубная)     |
| Виктор Тетерин      | 27 января 1906   | 5                | РКимА                  |
| Полузащитники       |                  |                  |                        |
| Виктор Дубинин      | 30 сентября 1901 | 2                | ЗиС                    |
| Фёдор Селин         | 7 марта 1899     | 8                | «Трёхгорка»            |
| Алексей Столяров    | 5 марта 1905     | 7                | «Динамо» Ленинград     |
| Павел Коротков      | 14 июля 1907     | 6                | «Динамо» (клубная)     |
| Александр Рёмин     | 28 сентября 1910 | 3                | «Трёхгорка»            |
| Михаил Якушин       | 15 ноября 1910   | 2                | СКиГ                   |
| Виталий Стрелков    | [[ ]] 1908       | 1                | «Динамо» (клубная)     |
| Нападающие          |                  |                  |                        |
| Виктор Новиков      | 1 февраля 1912   | 1                | «Казанка»              |
| Алексей Лапшин      | 22 февраля 1909  | 4                | РКимА                  |
| Виктор Соколов      | 27 марта 1911    | 2                | «Каучук»               |
| Василий Смирнов     | 18 декабря 1908  | 4                | «Трёхгорка»            |
| Сергей Иванов       | 7 мая 1906       | 10               | «Динамо» (клубная)     |
| Василий Павлов      | 23 января 1907   | 8                | «Динамо» (клубная)     |
| Сергей Ильин        | 2 июля 1906      | 4                | ЦДКА                   |

### Изменения в составе
| Поз | Игрок            | Прежний клуб       |
| --- | ---------------- | ------------------ |
| П   | Виталий Стрелков | «Динамо» (клубная) |
| Н   | Виктор Новиков   | «Казанка»          |

| Поз | Игрок             | Новый клуб         |
| --- | ----------------- | ------------------ |
| В   | Ярослав Титов     | «Динамо» (клубная) |
| Н   | Павел Савостьянов | «Динамо» (клубная) |

## Официальные матчи

### Чемпионат Москвы 1934 (весна)
Число участников — 8. Чемпион — «Промкооперация» .
Чемпионат разыгрывался по «круговой системе». Команда «Динамо» заняла 2-е место.
| 18 мая ЧМ 1 (112) | «Динамо» Москва                                                 | 7:2     | «Красный пролетарий»          | Москва                                             |
| | - Иванов 12′ 37′ 61′ - Смирнов 23′ - Ильин 58′ - Павлов 74′ 81′ | (отчёт) | - 14′ Рязанцев - 86′ Коршаков | Стадион: «Динамо» Зрителей: 5 000 Судья: М.Бухарин |
| «Динамо» Москва: Фокин - Корчебоков, Тетерин - Дубинин, Стрелков, Столяров - В.Соколов, Смирнов, Иванов, Павлов, Ильин Красный пролетарий: Кочетов - Пчеликов , Родионов - Вик.Павлов, Стыкин, Дергачёв - Н.Тарасов, Н.Бугров, Рязанцев, Коршаков, П.Тарасов |                                                                 |         |                               |                                                    |

| 24 мая ЧМ 2 (113) | «Динамо» Москва             | 3:1     | «Промкооперация» | Москва                                                  |
| | - Ильин 5′ 52′ - Иванов 13′ | (отчёт) | - 3′ Комаров     | Стадион: им.Томского Зрителей: 10 000 Судья: В.Рябоконь |
| «Динамо» Москва: Фокин - Корчебоков, Тетерин - Дубинин, Коротков, Рёмин - Лапшин, Смирнов, Иванов, Павлов, Ильин Промкооперация: И.Филиппов - Ал.Старостин, Г.Путилин - П.Старостин, Ан.Старостин, Леута - Н.Старостин, Комаров, Степанов, Е.Москвин, Малхасов |                             |         |                  |                                                         |

| 27 мая ЧМ 3 (114) | «Динамо» Москва | 1:2     | ЗиС                 | Москва                                         |
| | - Павлов 82′    | (отчёт) | - 24′ 60′ В.Семёнов | Стадион: ЗиС Зрителей: 10 000 Судья: А.Щелчков |
| «Динамо» Москва: Фокин - Корчебоков, Тетерин - Дубинин, Коротков, Рёмин - Лапшин, Смирнов, Иванов, Павлов, Ильин ЗиС: Виноградов (Курский, 85) - Поляков, Ананьев - Маслов, Сигачёв , Павлов - Орлов, Заварцев, В.Семёнов, Е.Семёнов, Емельянов |                 |         |                     |                                                |

| 30 мая ЧМ 4 (115) | «Динамо» Москва | 0:0     | «Серп и Молот» | Москва                                              |
| |                 | (отчёт) |                | Стадион: «Динамо» Зрителей: 15 000 Судья: А.Рябинин |
| «Динамо» Москва: Квасников - Корчебоков, Тетерин - Дубинин, Коротков, Стрелков - Лапшин, Смирнов, Иванов, Павлов, Ильин Серп и Молот: Глазунов - Афонин, Аркадьев - Максимов, Н.Ильин, К.Блинков - Потапов, Попов, В.Блинков, Петров, Богданов |                 |         |                |                                                     |

| 12 июн ЧМ 5 (116) | «Динамо» Москва                                    | 4:2     | ЦДКА                            | Москва                                              |
| | - Якушин 25′ - Иванов 30′ - Ильин 48′ - Павлов 60′ | (отчёт) | - 38′ Щавелев - 73′ Семичастный | Стадион: «Динамо» Зрителей: 10 000 Судья: Н.Корнеев |
| «Динамо» Москва: Фокин - Корчебоков, Тетерин - Коротков, Якушин, Рёмин - Новиков, Смирнов, Иванов, Павлов, Ильин ЦДКА: Рыжов - Лясковский, Саванов - Зенкин, А.Кузнецов, Никишин - Семичастный, Е.Стрепихеев, С.Артемьев, Щавелев, Бочков |                                                    |         |                                 |                                                     |

| 15 июн ЧМ 6 (117) | «Динамо» Москва | 1:2     | ЗиФ                   | Москва                                               |
| | - Якушин 53′    | (отчёт) | - ~50′ 78′ Ал.Ржевцев | Стадион: «Динамо» Зрителей: 10 000 Судья: В.Васильев |
| «Динамо» Москва: Квасников - Коротков, Тетерин - Стрелков, Якушин, Рёмин - Новиков, Смирнов, Иванов, Павлов, Ильин ЗиФ: ... - Глазков, Карелин - Карасёв, Новиков, Михайлов - Бухарин, Ал.Ржевцев, ... |                 |         |                       |                                                      |

| 18 июн ЧМ 7 (118) | «Динамо» Москва                                    | 4:0     | «Казанка» | Москва                                        |
| | - Иванов 30′ - Лапшин 55′ - Ильин 72′ - Павлов 84′ | (отчёт) |           | Стадион: КОР Зрителей: 5 000 Судья: А.Рябинин |
| «Динамо» Москва: Квасников - Коротков, Тетерин - Дубинин, Якушин, Рёмин - Новиков, Лапшин, Иванов, Павлов, Ильин Казанка: Разумовский - И.Андреев , Рожнов - Аронов, Загрядсков, Кошелев - Петров, А.Соколов, Мордасов, Лавров, Е.Семёнов |                                                    |         |           |                                               |

#### Итоговая таблица
| М | Клуб                 | И | В | Н | П | М       | О  |
| - | -------------------- | - | - | - | - | ------- | -- |
|   | «Промкооперация»     | 7 | 5 | 0 | 2 | 18 — 9  | 17 |
|   | «Динамо»             | 7 | 4 | 1 | 2 | 20 — 9  | 16 |
|   | ЗиС                  | 7 | 3 | 1 | 3 | 20 — 19 | 14 |
| 4 | «Красный пролетарий» | 7 | 2 | 3 | 2 | 14 — 18 | 14 |
| 5 | ЦДКА                 | 7 | 2 | 2 | 3 | 14 — 14 | 13 |

### Чемпионат Москвы 1934 (осень)
Число участников — 8. Чемпион — «Динамо».
Чемпионат разыгрывался по «круговой системе».
| 3 сен ЧМ 1 (119) | «Динамо» Москва | 1:1     | ЦДКА              | Москва                                         |
| | - Смирнов 83′   | (отчёт) | - 59′ Семичастный | Стадион: ЦДКА Зрителей: 8 000 Судья: А.Рябинин |
| «Динамо» Москва: Фокин - Корчебоков, Тетерин - Коротков, Якушин, Рёмин - Новиков, Лапшин, Смирнов, Павлов, Ильин ЦДКА: Леонов - Лясковский, Саванов - Загрецкий, Зенкин, Никишин - Семичастный, Е.Стрепихеев, С.Артемьев, Щавелев, Шапошников |                 |         |                   |                                                |

| 6 сен ЧМ 2 (120) | «Динамо» Москва                                        | 5:0     | «Казанка» | Москва                                       |
| | - Лапшин 12′ - Якушин 28′ - Ильин 57′ 75′ - Павлов 63′ | (отчёт) |           | Стадион: КОР Зрителей: 5 000 Судья: А.Якушин |
| «Динамо» Москва: Фокин - Корчебоков, Тетерин - Дубинин, Якушин, Рёмин - Лапшин, Смирнов, Иванов, Павлов, Ильин Казанка: Разумовский - И.Андреев , Рожнов - Аронов, Загрядсков, Кошелев - Е.Семёнов, Петров, Лавров, А.Соколов, Мордасов |                                                        |         |           |                                              |

| 12 сен ЧМ 3 (121) | «Динамо» Москва          | 2:1     | ЗиС             | Москва                                              |
| | - Павлов 69′ - Ильин 71′ | (отчёт) | - 57′ В.Семёнов | Стадион: «Динамо» Зрителей: 10 000 Судья: М.Бухарин |
| «Динамо» Москва: Фокин - Корчебоков, Тетерин - Дубинин, Якушин, Рёмин - Павлов, Смирнов, Иванов, Лапшин, Ильин ЗиС: Виноградов - Ананьев, Поляков - Маслов, Жуков, Ершов - Орлов, Помогаев, Курапов, Вик.Семенов, Емельянов |                          |         |                 |                                                     |

| 15 сен ЧМ 4 (122) | «Динамо» Москва                                                      | 6:0     | «Серп и Молот» | Москва                                              |
| | - Иванов 10′ 49′ - Якушин 26′ - Ильин 61′ - Павлов 66′ - Смирнов 83′ | (отчёт) |                | Стадион: «Динамо» Зрителей: 10 000 Судья: Н.Корнеев |
| «Динамо» Москва: Фокин (60' Квасников) - Корчебоков, Коротков - Дубинин, Якушин, Рёмин - Лапшин, Смирнов, Иванов, Павлов, Ильин Серп и Молот: Гранаткин - Аркадьев, Бубенцов - Максимов, Апухтин , Афонин - Потапов, Гусев, Н.Ильин, Петров, Богданов |                                                                      |         |                |                                                     |

| 18 сен ЧМ 5 (123) | «Динамо» Москва                        | 3:2     | ЗиФ                         | Москва                                       |
| | - Смирнов 15′ - Павлов 42′ - Ильин 65′ | (отчёт) | - 26′ Волков - 37′ Рязанцев | Стадион: ЗиФ Зрителей: 4 000 Судья: А.Рывков |
| «Динамо» Москва: Квасников - Корчебоков, Тетерин - Дубинин, Якушин, Рёмин - Лапшин, Смирнов, Иванов, Павлов, Ильин ЗиФ: Есенин - Федотов, Карелин - Карасев, Ан.Ржевцев, Корнилов - Репин, Рязанцев, П.Новиков, Волков , Ал. Ржевцев |                                        |         |                             |                                              |

| 24 сен ЧМ 6 (124) | «Динамо» Москва | 1:1     | «Промкооперация» | Москва                                              |
| | - Иванов 55′    | (отчёт) | - 3′ Никифоров   | Стадион: «Динамо» Зрителей: 10 000 Судья: А.Щелчков |
| «Динамо» Москва: Фокин - Корчебоков, Тетерин - Дубинин, Якушин 70', Рёмин - Лапшин, Смирнов, Иванов, Павлов, Ильин · Промкооперация: Акимов - .... - Ан.Старостин, ... - Степанов 70', Никифоров, ... |                 |         |                  |                                                     |

| 30 сен ЧМ 7 (125) | «Динамо» Москва         | 2:0     | «Электрозавод» | Москва                                            |
| | - Ильин 8′ - Иванов 27′ | (отчёт) |                | Стадион: «Динамо» Зрителей: 8 000 Судья: А.Якушин |
| «Динамо» Москва: Квасников - Корчебоков, Тетерин - Дубинин, Якушин, Рёмин - Лапшин, Смирнов, Иванов, Павлов, Ильин Электрозавод: Гранаткин - Жаткин, Герасимов - Спиридонов, Глебов, Барляев - Староверов, Хренов, А.Соколов, Суханов, Николаев |                         |         |                |                                                   |

#### Итоговая таблица
| М | Клуб             | И | В | Н | П | М       | О  |
| - | ---------------- | - | - | - | - | ------- | -- |
|   | «Динамо»         | 7 | 5 | 2 | 0 | 20 — 5  | 19 |
|   | ЗиС              | 7 | 2 | 4 | 1 | 13 — 9  | 15 |
|   | ЦДКА             | 7 | 3 | 2 | 2 | 8 — 9   | 15 |
| 4 | «Промкооперация» | 7 | 3 | 1 | 3 | 17 — 10 | 14 |
| 5 | «Казанка»        | 7 | 3 | 1 | 3 | 16 — 22 | 14 |

## Товарищеские матчи

#### Тур на Кавказ
| 13 апр ТМ 1 | «Динамо» Москва | 5:2     | ТСПК Тифлис | Тифлис |
|             |                 | (отчёт) |             |        |

| 15 апр ТМ 2                         | «Динамо» Москва                    | 3:1     | «Ленрайон» Тифлис | Тифлис                            |
|                                     | - ? 68′ (пен.) - ? 71′ - Ильин 73′ | (отчёт) | - 23′ Вачнадзе    | Стадион: «Динамо» Судья: Бланкман |
| «Динамо» Москва: ... Смирнов, Ильин |                                    |         |                   |                                   |

| 21 апр ТМ 3 | «Динамо» Москва                                      | 4:0     | «Динамо» Тифлис      | Тифлис                                        |
| | - Савицкий 10′ (авт.) - Смирнов 20′ - Иванов 25′ 75′ | (отчёт) | - 25'(пен.) Абашидзе | Стадион: «Динамо» Судья: К.Кравченко (Тифлис) |
| «Динамо» Москва: Фокин - Корчебоков,Тетерин - Дубинин, Коротков, Столяров - В.Соколов, Смирнов, Иванов, Павлов, Ильин «Динамо» Тифлис: Дорохов - Пачулия, Шавгулидзе - Савицкий, Минаев, Аникин - Болотин, Вачнадзе, Абашидзе, Асламазов, Каличава |                                                      |         |                      |                                               |

| 24 апр ТМ 4 | «Динамо» Москва           | 2:1     | «Динамо» Ростов | Ростов-на-Дону    |
|             | - Иванов 70′ - Павлов 85′ | (отчёт) | - ~40′ Сердюков | Стадион: «Динамо» |

| 26 апр ТМ 5 | «Динамо» Москва | 7:0     | Таганрог | Ростов-на-Дону    |
|             |                 | (отчёт) |          | Стадион: «Динамо» |

#### Товарищеские игры
| 30 апр ТМ 6 | «Динамо» Москва | 8:0     | «Гознак» | Москва |
|             |                 | (отчёт) |          |        |

| 1 июн ТМ 7                                                                                       | «Динамо» Москва | 6:1     | Подольск | Подольск |
|                                                                                                  |                 | (отчёт) | - Рожков |          |
| «Динамо» Москва: ... - Корчебоков, ... - ..., Коротков, ... - Лапшин, ..., Иванов, Павлов, Ильин |                 |         |          |          |

| 8 июл ТМ 8 | «Динамо» Москва | 2:4     | «Динамо» Ленинград | Москва            |
|            |                 | (отчёт) | - П.Дементьев      | Стадион: «Динамо» |

| 26 окт ТМ 9 | «Динамо» Москва | 7:4     | «Орехово» | Орехово-Зуево |
|             |                 | (отчёт) |           |               |

## Статистика сезона

### Игроки и матчи

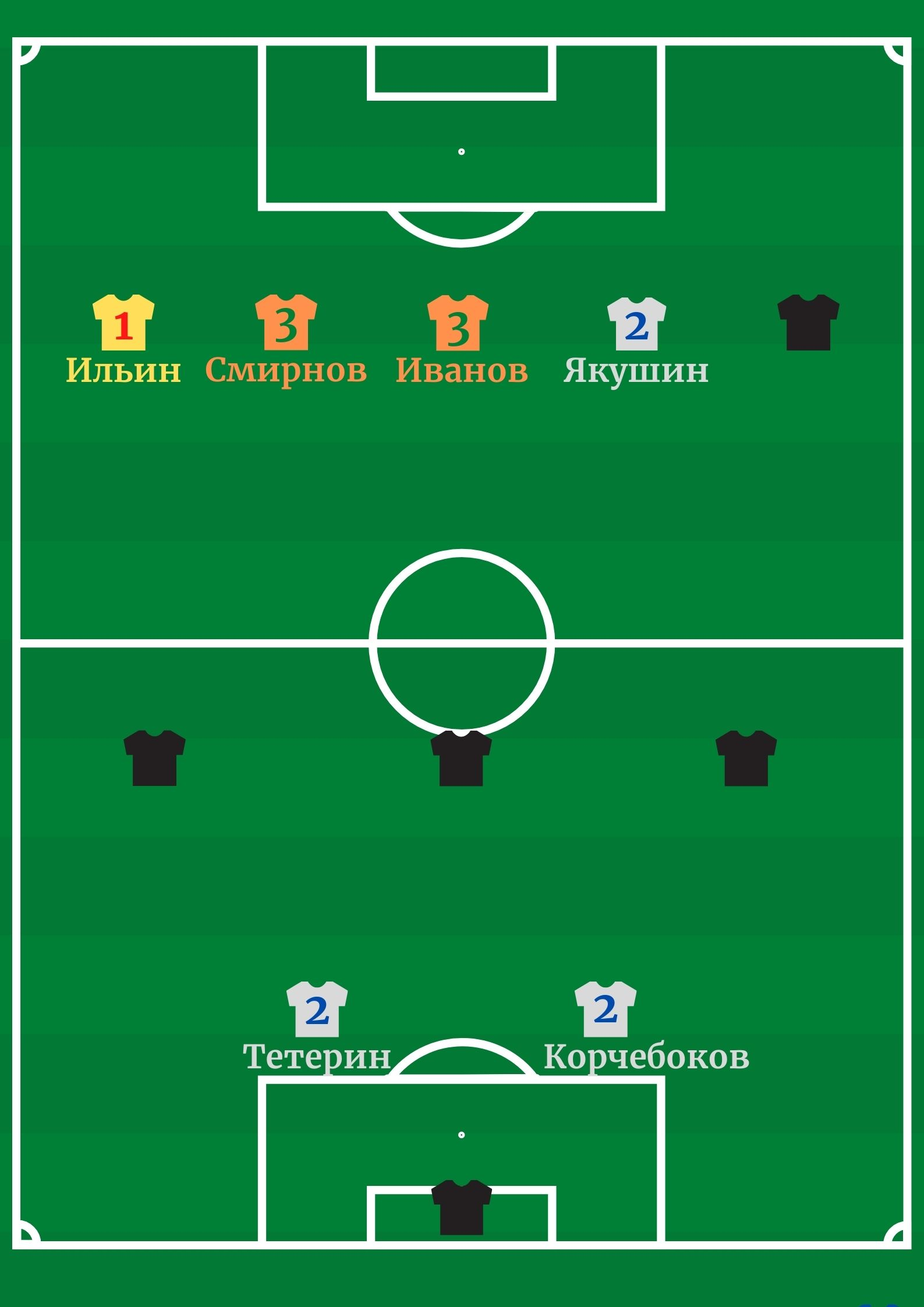
Динамовцы в списке 33 лучших футболистов

| Игрок               | Чемпионат Москвы | Чемпионат Москвы | Товарищеские матчи | Товарищеские матчи | Всего официальные матчи | Всего официальные матчи |
| Игрок               | Вышел на замену  | Гол              | Вышел на замену    | Гол                | Вышел на замену         | Гол                     |
| Вратари             | Вратари          | Вратари          | Вратари            | Вратари            | Вратари                 | Вратари                 |
| ------------------- | ---------------- | ---------------- | ------------------ | ------------------ | ----------------------- | ----------------------- |
| Евгений Фокин       | 9                | (-10)            | 1                  | (-0)               | 42                      | (-57)                   |
| Александр Квасников | 6                | (-4)             |                    |                    | 22                      | (-31)                   |
| Защитники           |                  |                  |                    |                    |                         |                         |
| Лев Корчебоков      | 12               |                  | 2                  |                    | 55                      |                         |
| Виктор Тетерин      | 13               |                  | 1                  |                    | 61                      |                         |
| Полузащитники       |                  |                  |                    |                    |                         |                         |
| Виктор Дубинин      | 11               |                  | 1                  |                    | 32                      |                         |
| Павел Коротков      | 8                |                  | 2                  |                    | 25                      | 1                       |
| Михаил Якушин       | 10               | 4                |                    |                    | 17                      | 5                       |
| Александр Рёмин     | 12               |                  |                    |                    | 18                      |                         |
| Виталий Стрелков    | 3                |                  |                    |                    | 3                       |                         |
| Алексей Столяров    | 1                |                  | 1                  |                    | 68                      | 3                       |
| Нападающие          |                  |                  |                    |                    |                         |                         |
| Алексей Лапшин      | 11               | 2                | 1                  |                    | 35                      | 11                      |
| Виктор Новиков      | 4                |                  |                    |                    | 4                       |                         |
| Виктор Соколов      | 1                |                  | 1                  |                    | 2                       |                         |
| Василий Смирнов     | 13               | 5                | 2                  | 1                  | 47                      | 32                      |
| Сергей Иванов       | 13               | 10               | 3                  | 3                  | 114                     | 106                     |
| Василий Павлов      | 14               | 8                | 3                  | 1                  | 77                      | 89                      |
| Сергей Ильин (14)   | 14               | 11               | 3                  | 1                  | 47                      | 38                      |

| Турнир            | Игрок                         | Вышел на замену | Игрок         | Гол |
| ----------------- | ----------------------------- | --------------- | ------------- | --- |
| Сезоны в клубе    | Иван Ленчиков & Сергей Иванов | 10              |               |     |
| Официальные матчи | Сергей Иванов                 | 114             | Сергей Иванов | 106 |
| Чемпионат Москвы  | Сергей Иванов                 | 105             | Сергей Иванов | 93  |

Достижения в сезоне
- Сергей Иванов сыграл в 10 сезоне за «Динамо»
- Сергей Иванов первым сыграл в 100 официальных матчах за «Динамо» в чемпионатах Москвы (всего 105)
- Сергей Иванов первым забил в 100 голов в официальных матчах за «Динамо» (всего 106)